# Bothel
Bothel is een gemeente in de Duitse deelstaat Nedersaksen. De gemeente maakt deel uit van de Samtgemeinde Bothel in het Landkreis Rotenburg (Wümme).
Bothel telt 2.379 inwoners.
Bothel is fraai gelegen, te midden van natuurschoon. De beken Rodau en Wiedau, zijriviertjes van de Wümme, stromen door de gemeente. Bij het dorp liggen de voor wandelingen geschikte, bossen Hartwedel en Trochel. Bothel ligt acht kilometer ten zuidoosten van het stadje Rotenburg, waar het dichtstbij gelegen spoorwegstation zich bevindt. Het dorp ligt halverwege een zes kilometer lange weg, die het aan de Bundesstraße 71 gelegen dorp Brockel en de meer zuidwaarts lopende Bundesstraße 440 met elkaar verbindt. Openbaar vervoer is beperkt tot weinig frequente schoolbusdiensten en een belbusservice (AST, AnrufSammelTaxi).

## Geschiedenis, economie
Bothel was, vanaf zijn ontstaan in de middeleeuwen tot en met de 19e eeuw, een weinig belangrijk boerendorp. Bothel heeft geen eigen dorpskerk of andere monumentale gebouwen.
Na de Tweede Wereldoorlog werd het dorp Bothel uitgebreid met nieuwe wijken voor Heimatvertriebene, Duitsers, die na de oorlog hun woongebieden in o.a. Silezië, Oost-Pruisen en het Sudetenland moesten verlaten omdat die gebieden niet meer tot Duitsland behoorden. In de decennia na 1970 nam de betekenis van de landbouw af, en werden nog nieuwe huizen in het dorp gebouwd voor woonforensen, mensen die op het platteland wilden gaan wonen, en een werkkring hebben in een stad in de omgeving. In het dorp zijn alleen enkele horecabedrijven en andere ondernemingen van lokaal midden- en kleinbedrijf gevestigd.
- Gemeinsame Normdatei: 4389929-8
- Virtual International Authority File: 157225202

Ahausen · 
Alfstedt · 
Anderlingen · 
Basdahl · 
Bötersen · 
Bothel · 
Breddorf · 
Bremervörde · 
Brockel · 
Bülstedt · 
Deinstedt · 
Ebersdorf · 
Elsdorf · 
Farven · 
Fintel · 
Gnarrenburg · 
Groß Meckelsen · 
Gyhum · 
Hamersen · 
Hassendorf · 
Heeslingen · 
Hellwege · 
Helvesiek · 
Hemsbünde · 
Hemslingen · 
Hepstedt · 
Hipstedt · 
Horstedt · 
Kalbe · 
Kirchtimke · 
Kirchwalsede · 
Klein Meckelsen · 
Lauenbrück · 
Lengenbostel · 
Oerel · 
Ostereistedt · 
Reeßum · 
Rhade · 
Rotenburg · 
Sandbostel · 
Scheeßel · 
Seedorf · 
Selsingen · 
Sittensen · 
Sottrum · 
Stemmen · 
Tarmstedt · 
Tiste · 
Vahlde · 
Vierden · 
Visselhövede · 
Vorwerk · 
Westertimke · 
Westerwalsede · 
Wilstedt · 
Wohnste · 
Zeven